# Partido Nacional Socialista de Nueva Zelanda
El Partido Nacional Socialista de Nueva Zelanda (en inglés: National Socialist Party of New Zealand), a veces llamado Partido Nazi de Nueva Zelanda, fue un partido político de tendencia nacionalsocialista en Nueva Zelanda. Promulgó las mismas opiniones básicas que el Partido Nacionalsocialista Obrero Alemán de Adolf Hitler en Alemania, y se enfocó particularmente en los árabes, los judíos y el sector bancario. 
Desde 1969, el partido fue dirigido por Colin King-Ansell. El partido estuvo dominado por King-Ansell mientras duró su existencia. King-Ansell era el único candidato del partido y participó en varias elecciones.